# Hacienda Heights, California

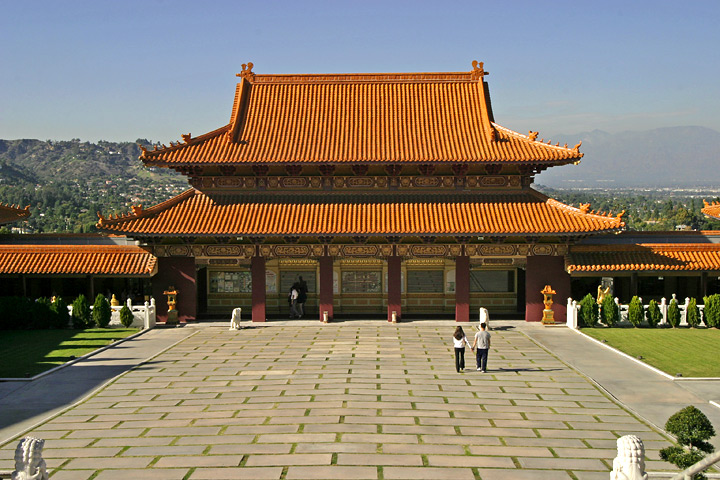
Hacienda Heights, California

Hacienda Heights este o localitate cu statul de loc desemnat pentru recensământ, deși ar putea avea statul de oraș la cei 53.122 de locuitori ai săi. Este situată în comitatul Los Angeles, statul  California,  Statele Unite ale Americii. Din anul 1988, aici există un templu budist, care este unul dintre cele mai mari temple din vest, închinate lui Budha.

## Geografie
Orașul este amplasat într-o regiune colinară la altitudinea de 138 m deasupra n.m., ocupă o suprafață de 29,5 km².

## Personalități marcante
- Caprice Bourret, actriță, fotomodel
- Stacy Ferguson, cântăreață